# إيليو (اليونان)
إيليو: (باليونانية:Ίλιο)، (بالإنجليزية:Ilio) مدينة يونانية، وضاحية من ضواحي أثينا الكبرى من الشمال الغربي. كانت المدينة تعرف سابقاً باسم نيا ليوسيا (باليونانية: Νέα Λιόσια)، (بالإنجليزية: Nea Liosia)

## الموقع والسكان
تقع المدينة غرب- شمال غرب أثينا، وشمال بيريستيري، يقع جبل إيغاليو إلى الغرب منها. يبلغ عدد سكانها حوالي 81 ألف نسمة، وهي من الضواحي السكنية الهامة لأثينا.

## التاريخ
كانت إيليو عبارة عن مزارع ومراعي حتى الخمسينيات من القرن الماضي عندما شملها المد العمراني، واستبدلت المزارع والمراعي بالمباني السكنية استمر هذا المد إلى نهاية التسعينات من القرن الماضي.

## متفرقات
•	يوجد ضمن المدينة المركز الرياضي الوطني في نيا ليوسيا ويلعب ضمنه نادي أكراتيتوس.
•	يقع جبل إيغاليو الصخري ضمن الجزء الشمالي الغربي من المدينة.

## توأمة
لإيليو (اليونان) اتفاقيات توأمة مع كل من:
- أريحا (8 سبتمبر 1999 - )
- كوريليانو دوترانتو
- تولتشيا
- أرميا